# モロフジ (みやま市の企業)
モロフジ株式会社（英: MOROFUJI CO.,LTD.）は福岡県みやま市に本社を置く、ポリ袋・不織布バッグ・保冷袋などの包装資材メーカー。

## 概説
1953年（昭和28年）に諸藤紙店として紙袋製造販売業を創業し、1974年（昭和49年）に諸藤商事株式会社を設立。ポリエチレン製品製造販売、販売促進用縫製品・ノベルティグッズ製造販売、アッセンブリー業務、トータルロジスティックサービス、生花販売事業などを手掛けている。

## 沿革
- 1953年（昭和28年） - 諸藤紙店として紙袋製造販売業を創業。以来、紙工製品の卸販売を併業
- 1974年（昭和49年） - 諸藤商事株式会社を設立。紙、紙工製品ならびに合成樹脂加工品、化成品、パッケージ、各種包装資材部門の新設拡充を図る。
- 1978年（昭和53年） - 福岡支店開設
- 1979年（昭和54年） - 本社社屋を現在地に新設
- 1984年（昭和59年） - モロフジ株式会社に商号変更
- 1986年（昭和61年） - 業務拡大につき東京支社開設
- 1988年（昭和63年） - 海外貿易業務開始
- 1991年（平成3年） - 中国ポリエチレン工場と業務提携
- 1991年（平成3年） - 福岡支店改め、株式会社モロフジとして分社
- 2004年（平成16年） - 上海諸藤包装制品有限公司設立
- 2007年（平成19年） - 東京支社を現在地に移転
- 2010年（平成22年） - モロフジ カンボジア設立
- 2016年（平成28年） - 本社を現在地に移転
- 2016年（平成28年） - GMJOB株式会社の買収により生花販売業展開

## 海外工場
自社出資100%の海外工場を二拠点保有。
| 工場名                   | 英称                          | 所在地                                                | 敷地面積 |
| ------------------------ | ----------------------------- | ----------------------------------------------------- | -------- |
| 上海諸藤包装制品有限公司 | SHANGHAI MOROFUJI Co., Ltd.   | 中華人民共和国上海市嘉定区外岡工業園西四区恒冠路705号 | 30,000m2 |
| モロフジ カンボジア      | MOROFUJI (CANBODIA) Co., Ltd. | Manhattan SEZ Bavet commune Stay Rieng Cambodia       | 34,000m2 |

## 生花販売事業
- フラワーショップ Season Hearts
- 法人様様向け 胡蝶蘭専門ショッピングサイト Phalaeno Hearts